# Cielętniki (Silésie)
Cielętniki (prononciation : [t͡ɕɛlɛntˈniki]) est une localité polonaise de la gmina de Dąbrowa Zielona, située dans le powiat de Częstochowa en voïvodie de Silésie.